# روي بن وونغ
روي بن وونغ (بالإنجليزية: Roy Bin Wong)‏ هو مؤرخ واقتصادي أمريكي، ولد في 1949.